# Вулиця Остапа Вишні (Полтава)
Вулиця Остапа Вишні — вулиця у місті Полтаві. Пролягає від перехрестя з вулицями Європейською та Патріарха Мстислава до перехрестя з вулицею Пушкарівською, а також утворює перехрестя з вулицями Раїси Кириченко та Сінною. 
Прилучається вулиця В'ячеслава Чорновола.

## Історія та забудова

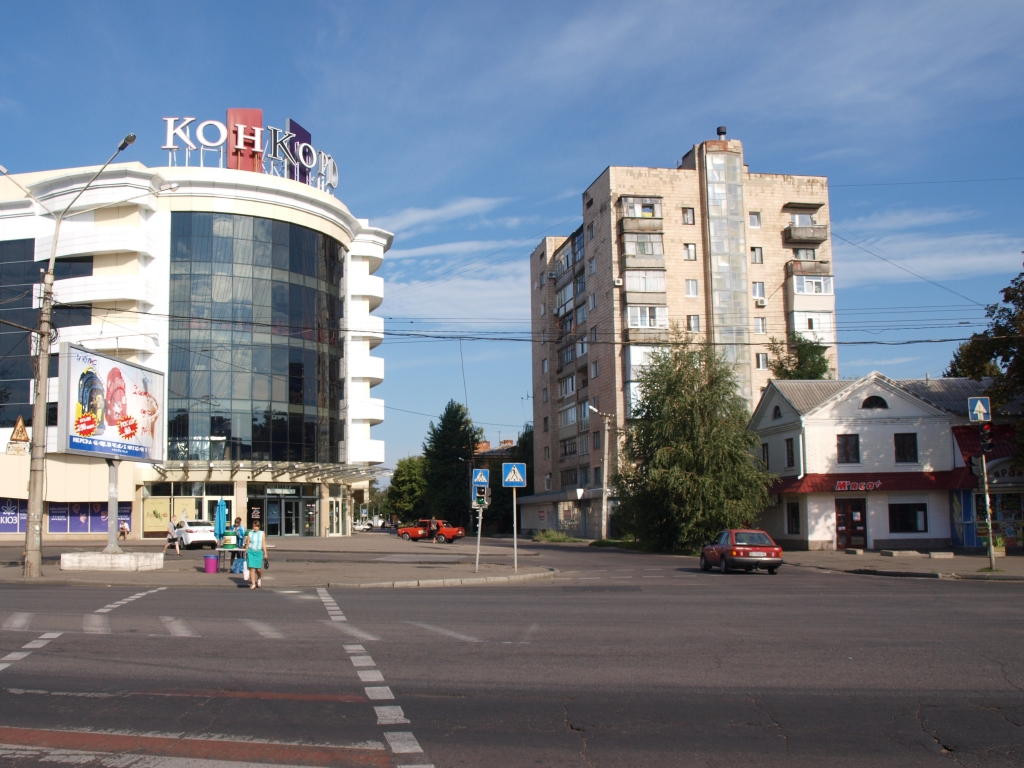
Ріг вулиць Європейської і Остапа Вишні

Виникла й почала забудовуватись у середині ХІХ століття. Спершу мала назву вулиця Старокладовищенська. Сучасна назва — на честь українського письменника-сатирика та гумориста Остапа Вишні.
На початку парної сторони — приватна садибна житлова забудова. Далі за перехрестям з вулицями Раїси Кириченко та Сінною, з парної сторони розташовано — дві п'ятиповерхівки радянського періоду, а з непарної — комплекс будівель колишнього військового містечка, так званих «Червоних казарм», споруджений ще у 1876—1893 роках спеціально для військових частин армії Російської імперії. У військовий комплекс входили казарми для солдат, навчальні приміщення, домова церква, порохові склади. Назву «Червоні казарми» він отримав через червоний колір цегли, з якої споруджено ці будівлі. У 2011 році військові передали колишнє військове містечко у комунальну власність місту. Попередньо там планували «спальний квартал». У 2013 році влада планувала передати колишні військові об'єкти УПЦ МП під православну школу. У березні 2016 року, у міськраді вперше заговорили про передачу нерухомості у державну власність — Національній гвардії України. Під № 5 розташований полтавський хлібозавод № 2.